# Asamblea de Irlanda del Norte
La Asamblea de Irlanda del Norte (en inglés: Northern Ireland Assembly; en irlandés: Tionól Thuaisceart Éireann, Ulster-Scots: Norlin Airlan Assemblie) es el parlamento de Irlanda del Norte, con poderes legislativos delegados. Esta fue instaurada por el Acuerdo de Viernes Santo en 1998 con el objetivo de compartir el poder entre los dos grupos en Irlanda del Norte, los unionistas y los nacionalistas. La Asamblea fue suspendida entre octubre de 2002 y marzo de 2007. Se celebraron nuevas elecciones el 7 de marzo de 2007, y el Gobierno británico restableció el poder a la Asamblea el 8 de mayo de 2007.

## Composición
La Asamblea está compuesta por 90 miembros, elegidos por voto único transferible de representación proporcional. Cada miembro tiene que describirse oficialmente como "unionista", "nacionalista" o "sin alineación". Hay mecanismos legales para asegurar que el poder sea compartido entre los unionistas y nacionalistas. El nombramiento del Ministro Principal de Irlanda del Norte, el Viceministro Principal, y del Presidente de la Asamblea, tiene que recibir el apoyo de una mayoría de ambas comunidades. Los ministros del ejecutivo de Irlanda del Norte vienen de todos los partidos principales. Tiene su sede en el palacio de Stormont de Belfast.

## Ejecutivo de Irlanda del Norte
La actual Ministra principal de Irlanda del Norte es Michelle O'Neill, del partido nacionalista Sinn Féin, y la Viceministra principal es Emma Little-Pengelly, del Partido Unionista Democrático. Los ministros actuales del ejecutivo son:
- Agricultura, medio ambiente y asuntos rurales — Andrew Muir (Partido de la Alianza de Irlanda del Norte)
- Comunidades — Gordon Lyons MLA (Partido Unionista Democrático)
- Economía — Caoimhe Archibald MLA (Sinn Féin)
- Educación — Paul Givan (Partido Unionista Democrático)
- Finanzas — John O'Dowd MLA (Sinn Féin)
- Salud — Mike Nesbitt MLA (Partido Unionista del Úlster))
- Infraestructura — Liz Kimmins MLA (Sinn Féin)
- Justicia e Interior — Naomi Long MLA (Partido de la Alianza de Irlanda del Norte)
- Ministro Junior — Pam Cameron  (Partido Unionista Democrático)
- Ministro Junior — Aisling Reilly (Sinn Féin)